# Let Me Think About It
Singles de Ida Corr vs. Fedde le Grand
Lonely Girl
(2007) Ride My Tempo
(2008)
Let Me Think About It est une chanson de la chanteuse danoise Ida Corr et du DJ Fedde le Grand. On retrouve également la participation sur cette chanson du chanteur danois Burhan G.
En 2006, Ida Corr, Christian von Staffeldt (alias Motrack) et Burhan Genc ont écrit la chanson pour le second album d'Ida Corr intitulé Robosoul. Ida Corr, Motrack et Kasper Tranberg produisent la toute première version de cette chanson, la version originale pour l'album.
En 2007, Fedde Le Grand entend la version originale de Let Me Think About It. Il décide alors de faire un remix de cette chanson et le produit par le biais de son propre label Flamingo Recordings.
Le remix electro house (avec une pointe de musique jazz) de Fedde le Grand va permettre à cette chanson de se classer dans les charts des pays européens. La chanson originale est plutôt orientée musique acoustique urbaine.

## Clip vidéo
Il existe un clip, pour la version remixée de Fedde le Grand.
le clip vidéo a été tourné à Londres durant l'été 2007. Le réalisateur est Marcus Adams. La vidéo présente Ida Corr avec une coiffure afro et les danseuses Anchelique Mariano, Dominique Benne et Stephanie Fitzpatrick, tous habillés de manière similaire et en jouant des trompettes. Le danseur Jason Beitel, qui mime la voix de Burhan G, est le seul protagoniste masculin du clip.

## Récompenses
Let Me Think About It a été certifié disque de platine avec plus de 18 000 singles vendus par l'IFPI au Danemark. Le single a également remporté deux Danois DeeJay Awards en 2008 pour le Meilleur DJ Danois et le Meilleur Tube Danois. En 2008, la chanson a été certifiée par l'IMPALA Diamond Award pour avoir vendu plus de 250 000 unités (CD, téléchargements, Album) dans les pays de l'Union Européenne.

## Dans les médias
Sauf indication contraire, les informations mentionnées dans cette section peuvent être confirmées par le générique de fin de l'œuvre audiovisuelle présentée ici, ainsi que par la base de données cinématographiques IMDb,  présente dans la section « Liens externes ».
- 2010 : Le Mac - bande originale

## Classements et certifications
| Classement (2007-2008)                   | Meilleure position |
| ---------------------------------------- | ------------------ |
| Allemagne (Media Control AG)             | 14                 |
| Australie (ARIA)                         | 14                 |
| Autriche (Ö3 Austria Top 40)             | 13                 |
| Belgique (Wallonie Ultratip 50)          | 12                 |
| Belgique (Flandre Ultratop 50 Singles)   | 21                 |
| Danemark (Tracklisten)                   | 12                 |
| Europe (Hot 100)                         | 9                  |
| France (SNEP)                            | 29                 |
| Hongrie (Dance Top 40)                   | 1                  |
| Hongrie (Single Top 40)                  | 2                  |
| Irlande (IRMA)                           | 8                  |
| Pays-Bas (Single Top 100)                | 5                  |
| Nouvelle-Zélande (RMNZ)                  | 12                 |
| Suisse (Schweizer Hitparade)             | 23                 |
| Royaume-Uni (UK Dance Chart)             | 1                  |
| Royaume-Uni (UK Singles Chart)           | 2                  |
| États-Unis (Billboard Hot Dance Airplay) | 1                  |
| États-Unis (Billboard Pop 100)           | 97                 |

| Classement (2007)                        | Meilleure position |
| ---------------------------------------- | ------------------ |
| Australie (Club)                         | 4                  |
| Australie (Dance)                        | 13                 |
| Australie (Singles)                      | 86                 |
| Pays-Bas                                 | 22                 |
| Royaume-Uni                              | 41                 |
| Classement (2008)                        | Meilleure position |
| Australie (Dance)                        | 15                 |
| Autriche (Singles)                       | 49                 |
| Europe                                   | 55                 |
| France (Airplay)                         | 52                 |
| France (Singles)                         | 48                 |
| France (Club 40)                         | 2                  |
| Allemagne (Dance)                        | 41                 |
| Allemagne (Singles)                      | 27                 |
| Nouvelle-Zélande (Airplay)               | 26                 |
| Suisse (Singles)                         | 66                 |
| États-Unis (Billboard Hot Dance Airplay) | 1                  |

| Pays        | Certification (sales thresholds) | Ventes   |
| ----------- | -------------------------------- | -------- |
| Danemark    | Platine                          | 18,000   |
| Europe      | Diamant                          | 250,000+ |
| Allemagne   | Or                               | 150,000, |
| Royaume-Uni | Or                               | 144,100  |